# Metodo Monte Carlo Dinamico
In chimica, il metodo Monte Carlo Dinamico (DMC) è un metodo per la modellazione di comportamenti dinamici di molecole attraverso il confronto dei rate degli step individuali con numeri casuali. 
Diversamente dal metodo Monte Carlo Metropolis, che è stato impiegato per studiare sistemi all'equilibrio, il metodo DMC è utilizzato per investigare sistemi non in equilibrio come le reazioni, la diffusione e simili. Il metodo DMC è molto simile al metodo Monte Carlo Cinetico.
Ci sono diversi metodi ben conosciuti di eseguire simulazioni DMC, che includono il "First Reaction Method" (FRM) e il "Random Selection Method" (RSM). Nonostante FRM ed RSM diano gli stessi risultati se applicati al medesimo modello, la richiesta di risorse di calcolo è differente e dipende dal sistema che si va a simulare.  